# Al-Sukhnah (Síria)
Al-Sukhanah (em árabe: السخنة‎, lit. 'Sukhna'; comumente conhecida como al-Sukhnah) é uma cidade no leste da Síria sob administração da província de Homs, localizado a leste de Homs no deserto da Síria. As localidades próximas incluem Maiadim e Al-Asharah a leste, Ataiba e Raca ao norte, Salamia a oeste, Araque e Tadmor (Palmira) a sudoeste.
De acordo com o Escritório Central de Estatísticas da Síria, al-Sukhnah tinha uma população de 16 173 no censo de 2004. É o centro administrativo do subdistrito (anaia) de Al-Sukhnah que consiste em seis localidades com uma população total de 21 880 habitantes no censo de 2004. Os habitantes da cidade são predominantemente muçulmanos sunitas. al-Sukhnah atraiu centenas de moradores de vilarejos próximos no século XX e atualmente é um centro de processamento de gás natural.

## Etimologia
Al-Sukhanah significa o quente em árabe, e é assim chamado por causa das fontes de enxofre próximas. Até o início do século XX, os habitantes da vila se banhavam nas fontes termais.

## História
Em 634, após a captura de Araque pelo exército do Califado Ortodoxo comandado por Calide ibne Ualide, Al-Sukhanah recebeu pacificamente a força muçulmana ao ouvir os generosos termos de rendição negociados em Araque. Em 1225, al-Sukhanah foi descrita pelo geógrafo árabe Iacute de Hama como : "Uma pequena cidade no deserto da Síria, situada entre Tadmor e Urde e Araque, onde ao redor de sua nascente existem as palmeiras. Nela passa a estrada que vai a Damasco vindo de Raca, e você passa por ela antes de chegar a Araque". Em meados do século XIV, ibne Batuta escreveu que al-Sukhnah era "uma bonita cidade", com uma população predominantemente cristã. Ele observou que al-Sukhanah recebeu seu nome devido ao calor de suas águas e que havia balneários na cidade.
Ao longo dos séculos XVII e XVIII, 'Al-Sukhanah serviu como um importante centro comercial no deserto da Síria entre os habitantes das aldeias vizinhas e de várias tribos de beduínos. Em particular, os Sawakhina ("o povo de Al-Sukhanah") que faziam parte de uma confederação comercial com as tribos Aniza. Ao contrário da maioria dos grupos beduínos, os Aniza não mantinham relações econômicas com as aldeias do interior da Síria e seu comércio com Al-Sukhanah era único. Os Aniza trocavam camelos, cavalos, cinzas alcalinas e couro, enquanto mercadores deal-Sukhanah comercializavam trigo, roupas, armas e utensílios. Em meados do século XIX, no entanto, o seu papel comercial diminuiu com a ascensão de Deir Zor, e muitos de seus habitantes migraram para aquela cidade e para Alepo, Homs e Hama. No início do século XX, al-Sukahnah tinha cerca de 100 casas e um grande posto avançado fortificado, guarnecido por uma unidade militar otomana. Seus habitantes estavam empobrecidos e viviam da agricultura de subsistência de grãos. No entanto, até os dias atuais,al-Sukhanah continua a ser um centro comercial entre seus moradores e as tribos vizinhas, como Umur e Esbaa, dois sub-ramos Aniza.
Em 13 de maio de 2015, após várias tentativas frustradas, o Estado Islâmico capturou a cidade como parte de sua ampla ofensiva para controlar Tadmor e o deserto da Síria, uma área estratégica que é fundamental para as linhas de fornecimento do Estado Islâmico uma área com numerosos poços de petróleo. Durante a batalha por Al-Sukhnah, o Exército Sírio provocou 70 mortes, enquanto o Estado Islâmico perdeu 40 de seus militantes. Cerca de 1 800 famílias fugiram da cidade para Tadmor. Após a captura de al-Sukhnah, militantes do Estado Islâmico executaram 26 civis, decapitando dez deles.
Desde a ofensiva final de Palmira, em fevereiro de 2017, uma batalha que resultou na grande vitória do Exército Sírio, as Forças Armadas sírias fizeram avanços ao longo da Estrada Palmira-al-Sukhanah. Em 27 de julho de 2017, as forças do governo haviam alcançado e capturado as colinas estratégicas a menos de dois quilômetros da cidade. Em 6 de agosto de 2017, as forças do governo recapturaram a cidade de al-Sukhanah deixando a estrada aberta para a cidade sitiada de Deir Zor.